# Едрој (Тексас)
Едрој (енгл. Edroy) насељено је место без административног статуса у америчкој савезној држави Тексас.

## Демографија
По попису из 2010. године број становника је 331, што је 89 (-21,2%) становника мање него 2000. године.
| Група             | 2000.       | 2010.       |
| Белци             | 80 (19,0%)  | 62 (18,7%)  |
| Афроамериканци    | 0 (0,0%)    | 3 (0,9%)    |
| Азијати           | 1 (0,2%)    | 0 (0,0%)    |
| Хиспаноамериканци | 339 (80,7%) | 265 (80,1%) |
| Укупно            | 420         | 331         |